# Miguel Perrichon
Miguel Ángel Perrichon Segóvia (Córdoba, 20 marzo 1941) è un ex calciatore argentino, di ruolo attaccante.

## Carriera
Dopo aver giocato nelle serie inferiori argentine, nel 1964 si trasferisce in Europa per giocare con i portoghesi del Boavista.
Nella stagione 1965-1966 passa al Braga, con cui ottiene il nono posto in campionato e soprattutto vince la Taça de Portugal 1965-1966, in cui segna la rete decisiva dell'uno a zero nella finale contro il Vitória Setúbal. Con i portoghesi partecipa anche alla Coppa delle Coppe 1966-1967, venendo eliminato dagli ungheresi del Vasas ETO Győri agli ottavi di finale. Nella competizione continentale Perrichon ha segnato 3 reti in quattro partite.
Dal 1967 al 1971 gioca nella massima serie messicana, militando nell'Oro, nel quale contribuirà alla permanenza di categoria grazie a una rete nei play-out della stagione 1968-1969, Irapuato e Necaxa.
Dopo un breve ritorno nel Boavista, nella stagione 1972 si trasferisce in Canada per giocare nella franchigia NASL dei Toronto Metros, con cui ottiene il quarto posto della Northern Division. 
Nel torneo seguente raggiunge invece le semifinali del torneo nella , perse contro i futuri campioni del Philadelphia Atoms.
Nella pausa del torneo nordamericano Perrichon torna in Portogallo per giocare nell'União de Coimbra, con cui retrocede in cadetteria al termine della Primeira Divisão 1972-1973.
Dopo un ritorno al Braga, chiude la carriera con gli statunitensi del Cleveland Cobras, franchigia dell'American Soccer League.
Ha inoltre una esperienza nell'indoor soccer con i L.A. Aztecs.

## Palmarès

### Competizioni nazionali
- Coppa del Portogallo: 1

Braga:1965-1966